# Lue Sai
Koning Somdetch Brhat-Anya Chao Lohajaya, beter bekend onder de naam Lue Sai volgde zijn broer, Kham Tam Sa, op als achtste koning van Lan Xang in 1432. Hij was een zoon van koning Phaya Samsenthai. Voordat hij koning werd was hij gouverneur van Muang Kabong. Hij was voor slechts zes maanden koning. Omdat hij wist dat zijn zus, Kaeva Kumari (Keo Phim Fa), hem wilde laten vermoorden pleegde hij in 1433 zelfmoord in de tuinen van het paleis. Voor zover bekend was hij kinderloos. Hij werd opgevolgd door Khai Bua Ban.